# The Jackson 5
The Jacksons về sau còn được biết đến là The Jackson 5) là một nhóm nhạc gia đình nổi tiếng của Mỹ. Những thành viên Jackie, Tito, Jermaine, Marlon và Michael đã thành lập nhóm sau lần biểu diễn với cái tên sơ khai là The Jackson Brothers, nhóm ban đầu chỉ gồm có ba thành viên là ba người anh cả. Hoạt động từ năm 1966 tới 1990, The Jackson 5 biểu diễn đa dạng các thể loại nhạc từ R&B tới pop, soul rồi sau đó là disco. Trong 6 năm hoạt động dưới sự quản lý của Motown, The Jackson 5 đã giành được những thành công vang dội và là một trong những hiện tượng âm nhạc của thập niên 1970, thành công của nhóm đã đặt nền tảng chấp cánh cho sự nghiệp đơn ca của hai ca sĩ chủ chốt của nhóm là Jermaine và Michael Jackson.

## Danh sách đĩa nhạc
- Diana Ross Presents The Jackson 5 (1969)
- ABC (1970)
- Third Album (1970)
- The Jackson 5 Christmas Album (1970)
- Maybe Tomorrow (1971)
- Goin' Back to Indiana (1971)
- Lookin' Through the Windows (1972)
- Skywriter (1973)
- G.I.T.: Get It Together (1973)
- Dancing Machine (1974)
- Moving Violation (1975)
- Joyful Jukebox Music (1976)
- The Jacksons (1976)
- Goin' Places (1977)
- Destiny (1978)
- Triumph (1980)
- Victory (1984)
- 2300 Jackson Street (1989)